# Tobias Thomsen
Tobias Thomsen (19 ottobre 1992) è un calciatore danese, attaccante del Breiðablik.

## Carriera
In carriera ha giocato 9 partite di qualificazione alle coppe europee, di cui 2 per la Champions League e 7 per l'Europa League.

## Palmarès

### Club

#### Competizioni nazionali
- Coppa di Lega islandese: 3

KR Reykjavík: 2017, 2019
Valur: 2018
- Supercoppa d'Islanda: 1

Valur: 2018
- Campionato islandese: 2

Valur: 2018
KR Reykjavík: 2019